# Pacòmetre

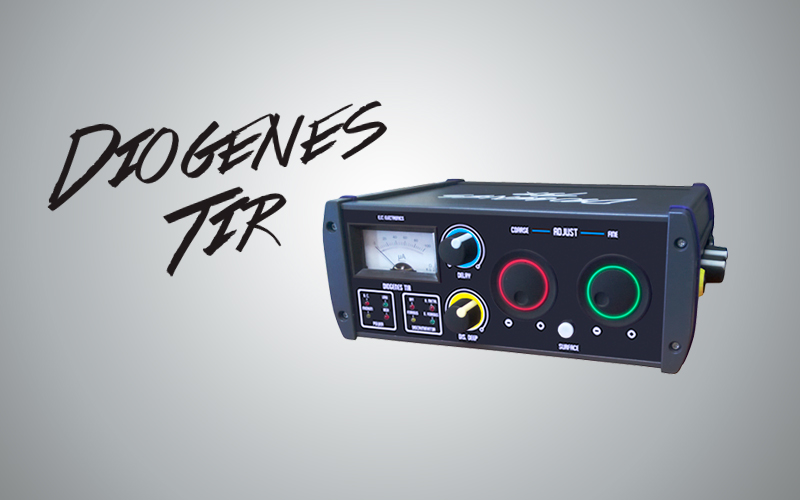
Detector Diogenes_TIR

Un pacòmetre, mesurador de recobriment o pachòmetre a l'argot d'enginyeria civil (derivat de pachometer, del grec antic παχος pachos, 'gruix', i μέτρον metron, 'mesura'), o paquímetre emprat en oftalmologia (derivat de pachymeter, del grec antic παχύς pachys, 'gruixut', i μέτρον metron, 'mesura'), és un dispositiu utilitzat per determinar el gruix d'un vidre, d'un paper, o d'una estructura de formigó armat. En aquest darrer context, com "mesurador de recobriment" permet localitzar les barres de l'armadura d'una estructura i precisar el gruix del recobriment de formigó mitjançant la mesura de la pertorbació d'un camp magnètic generat a la superfície del formigó.

## Mètode
El mètode d'inducció d'impuls es basa en la tecnologia d'inducció d'un impuls electromagnètic per detectar barres d'armadura. Les bobines de la sonda es carreguen periòdicament amb impulsos de corrent i per tant, generen un camp magnètic. A la superfície de qualsevol material elèctricament conductor que es trobi en el camp magnètic es produeixen corrents de Foucault, que indueixen un camp magnètic en direcció oposada. El canvi de tensió induïda resultant es pot utilitzar per a la determinar la posició i mida de les barres de l'armadura, les que estan més a prop de la sonda o de mida més gran produeixen un camp magnètic més fort.
Els detectors moderns de barres d'armadura utilitzen diferents arranjaments de bobines per generar diversos tipus de camps magnètics. El processament avançat del senyal permet no només la localització de barres d'armadura, sinó també la determinació del gruix del recobriment i l'estimació del diàmetre de la barra. Aquest mètode no es veu afectat pels materials no conductors com el formigó, la fusta, els plàstics, els maons, etc... Tanmateix, qualsevol tipus de material conductor dins del camp magnètic tindrà una influència en la mesura.

## Inducció d'impuls vs. detector de metalls
Els detectors de metalls són dispositius menys sofisticats que només poden localitzar objectes metàl·lics sota la superfície. El mètode d'inducció d'impuls és una de les solucions més utilitzades.
Avantatges:
- alta precisió
- no influït per la humitat i les heterogeneïtats del formigó
- no afectat per les influències ambientals
- costos baixos

Desavantatges:
- Interval de detecció limitat
- L'espai mínim entre barres depèn de la profunditat del recobriment

## Normes
- BS 1881:204 Assaig de formigó. Recomanacions sobre l'ús de mesuradors electromagnètics
- DGZfP:B2: Directriu "für Bewehrungsnachweis und Überdeckungsmessung bei Stahl- und Spannbeton"
- DIN 1045: Directriu Estructures de formigó, formigó armat i pretensat
- Assajos no destructius de pràctiques de formigó ACI 228.2R-2.51 : mesuradors de recobriment.

## Aplicació
El diagnòstic i l'anàlisi precoç de l'estat del recobriment de formigó i de les armadures aparentment saludables permeten mesures preventives de control de la corrosió per reduir els riscos no desitjats per a la seguretat estructural. Bundesanstalt für Materialforschung und -prüfung (Institut Federal d'Investigació i Prova de Materials, Alemanya) ha desenvolupat un sistema robòtic equipat amb sensors per accelerar la recollida de diversos criteris utilitzats per al diagnòstic. A més d'ultrasons, radar de penetració del sòl, resistència del formigó, camp potencial, es va utilitzar el mètode de corrents de Foucault implementat al Profometer 5 per mesurar el recobriment de formigó.